# 瓦莱-迪普拉杜什
瓦莱-迪普拉杜什是葡萄牙布拉干萨区的一个堂区。总面积8.81平方公里，总人口413人，人口密度46.9人/平方公里。